# Південний захід штату Парана (мезорегіон)
Південний захід штату Парана (порт. Mesorregião do Sudoeste Paranaense) — адміністративно-статистичний мезорегіон в Бразилії, входить в штат Парана. Населення становить 476 540 чоловік на 2007 рік. Займає площу 11 645,792 км². Густота населення — 40,92 чол./км².

## Склад мезорегіону
В мезорегіон входять наступні мікрорегіони:
1. Капанема
2. Франсіску-Белтран
3. Пату-Бранку

| Бразилія | Це незавершена стаття з географії Бразилії. Ви можете допомогти проєкту, виправивши або дописавши її. |